# Wolfella benjamini
Wolfella benjamini är en insektsart som beskrevs av Boulard 1975. Wolfella benjamini ingår i släktet Wolfella och familjen dvärgstritar. Inga underarter finns listade i Catalogue of Life.